# ポール・ワイリー
ポール・ワイリー（Paul Stanton Wylie、1964年10月28日 - ）は、アメリカ出身の男性フィギュアスケート選手。1992年アルベールビルオリンピック男子シングル銀メダリスト。1981年世界ジュニアフィギュアスケート選手権男子シングル優勝。

## 経歴
- 1964年10月24日、テキサス州ダラスに生まれた。3歳からスケートを始めやがてカルロ・ファッシに師事した。ジュニア時代は男子シングルとペアの両方を掛け持ちして、ペアのコーチはジョン・ニックスであったが男子シングルに専念することになる。
- 1980-1981年シーズン、全米フィギュアスケート選手権のジュニアクラスを制し、世界ジュニアフィギュアスケート選手権も優勝を果たした。
- 世界ジュニア選手権を制し、シニアに転向してからしばらくは特筆する成績を残せなかった。その間の1986年にハーバード大学に進学（1991年卒業）[2]。カルガリーオリンピックの選考会となった1987-1988年シーズンの全米選手権で2位となりカルガリーオリンピックのアメリカ代表を勝ち取った。カルガリーオリンピックではコンパルソリーフィギュアで12位と出遅れ、総合10位に終わった。
- 1991-1992年シーズン、アルベールビルオリンピックの代表選考会となった全米選手権でクリストファー・ボウマンに次ぐ2位となり、2度目のオリンピック出場を決めた。アルベールビルオリンピックではオリジナルプログラムとフリースケーティングともに会心の演技で銀メダルを獲得した。オリンピック後にアマチュアを引退し、プロに転向。
- プロスケーターとして活動中、ハーバード・ビジネス・スクールに進学。1998年に一旦プロを引退（ディズニーに勤務した後、2004年プロに復帰）。
- 1999年に結婚、3人の子供がいる。
- ビリー・グラハム福音伝道協会のディレクターをノースキャロライナ州で務める。現在は同州で旅行会社を運営する傍ら、プロスケーター、ESPNで解説者、コーチ業を行っている。
- 2008年、アメリカ合衆国フィギュアスケート殿堂入り。

## 主な戦績
| 大会/年          | 80-81 | 81-82 | 82-83 | 83-84 | 84-85 | 85-86 | 86-87 | 87-88 | 88-89 | 89-90 | 90-91 | 91-92 |
| ---------------- | ----- | ----- | ----- | ----- | ----- | ----- | ----- | ----- | ----- | ----- | ----- | ----- |
| オリンピック     |       |       |       |       |       |       |       | 11    |       |       |       | 2     |
| 世界選手権       |       |       |       |       |       |       |       | 9     |       | 10    | 11    |       |
| 全米選手権       |       | 11    | 5     | 4     | 5     | 5     | 5     | 2     | 3     | 2     | 3     | 2     |
| ユニバーシアード |       |       |       |       |       |       | 3     |       |       |       |       |       |
| 世界Jr.選手権    | 1     |       |       |       |       |       |       |       |       |       |       |       |